# Olloy-sur-Viroin
Olloy-sur-Viroin (en wallon Ôlwè) est une section de la commune belge de Viroinval située en Région wallonne dans la province de Namur. Olloy se trouve sur le territoire du Parc national de l'Entre-Sambre-et-Meuse (ESEM).
C'était une commune à part entière avant la fusion des communes de 1977. Les habitants d’Olloy sont appelés les Ollégiens. Leur sobriquet est « les maroux » (mâle de chat en wallon).

## Géographie
On y a découvert des fortifications protohistoriques.
Le village d'Olloy se situe entre deux régions géographiques, l'Ardenne et la Calestienne. Comme son nom l'indique, Olloy est traversé par le Viroin, ainsi que par deux affluents ardennais du Viroin, le ruisseau de Nouée (ou de Noye) et le Nestry.

## Évolution démographique
- Source: DGS, 1831 à 1970=recensements population, 1976= habitants au 31 décembre

## Histoire
L'endroit a été habité dès l'époque néolithique sur un site du type "éperon barré" dans un méandre du Viroin. D'autre part, un cimetière romain a livré monnaies et mobilier.
Olloy était un des neuf villages de la terre de Hierges (duché de Bouillon) tenue respectivement par les Hierges (jusqu'au XIIIe siècle), les Jauche, les Erquelinnes, les Pignatelli et, enfin, les Arenberg.
Depuis 1385, les habitants pouvaient chasser dans les bois communaux avec des chiens.
Comme tous les villages de l'Entre-Sambre-et-Meuse, Olloy a souffert des guerres incessantes et, d'autre part, a subi de nombreuses exactions dues à sa proximité avec les places de Givet, Charlemont, Rocroi et Philippeville.
Les habitants ont toujours vécu de l'élevage ainsi que de l'extraction de pierres et de l'exploitation des forêts, qui couvrent encore aujourd'hui 60 % du territoire.
En février 1793, le village fort de 609 habitants donne 132 suffrages pour la réunion à la France et 4 non. En juin suivant, il est versé dans le district de Couvin (département des Ardennes) et, avec Dourbes, dans le canton municipal de Nismes qui totalise 1 551 habitants et 70 conscrits ainsi que dix mariages et 49 naissances par an.

## Patrimoine et culture

### Patrimoine architectural
- L’église construite pour la première fois en 1650 a été complètement détruite vers 1865 et reconstruite un peu plus tard. De cette seconde église, il ne reste que le clocher. En effet, envahie par la mérule, elle est restée inoccupée pendant plusieurs années. Complètement rénovée au début des années 2000, l’église actuelle est un mélange d’ancien et de nouveau, seul le clocher de l’ancienne église a été conservé, le reste a été reconstruit de façon plus moderne[4].
- L’arbre des 7 frères, 7 troncs pour un seul pied[5].
- La chapelle Victoire.
- Borne-potale Saint-Agapit[6].
- Un vignoble[7], chose inhabituelle dans la région.
- Les carrières de Frimoye[8] et de Prospèr[9].

### Culture

#### Tradition
À Olloy, le carnaval commence à la Chandeleur. La tradition veut que si un masqué vient frapper à votre porte, vous devez lui ouvrir et lui servir à boire jusqu'à ce que vous l’ayez reconnu. Le jour du Mardi Gras commence par un traditionnel barbouillage. À partir de à 14 heures, les enfants déguisés déambulent dans les rues et se pressent aux portes des maisons pour récolter des bonbons qu’ils n’obtiendront qu’à condition de chanter la traditionnelle chanson « D’jan Panseau ». A 16 heures, c’est l’ultime sortie de « Chebette » le Bonhomme Hiver. Escorté des musiciens, il entame son dernier voyage, un petit tour dans le village et il rejoint la place. A 20 heures, Chebette est mis à feu avant d’être jeté dans le Viroin. Les participants à la fête se réunissent alors dans l'une des salles du village afin d'y déguster l'omelette au lard confectionnée avec les œufs collectés la veille. Ce carnaval compte parmi les chefs-d’œuvre du Patrimoine oral et immatériel de la Fédération Wallonie-Bruxelles.

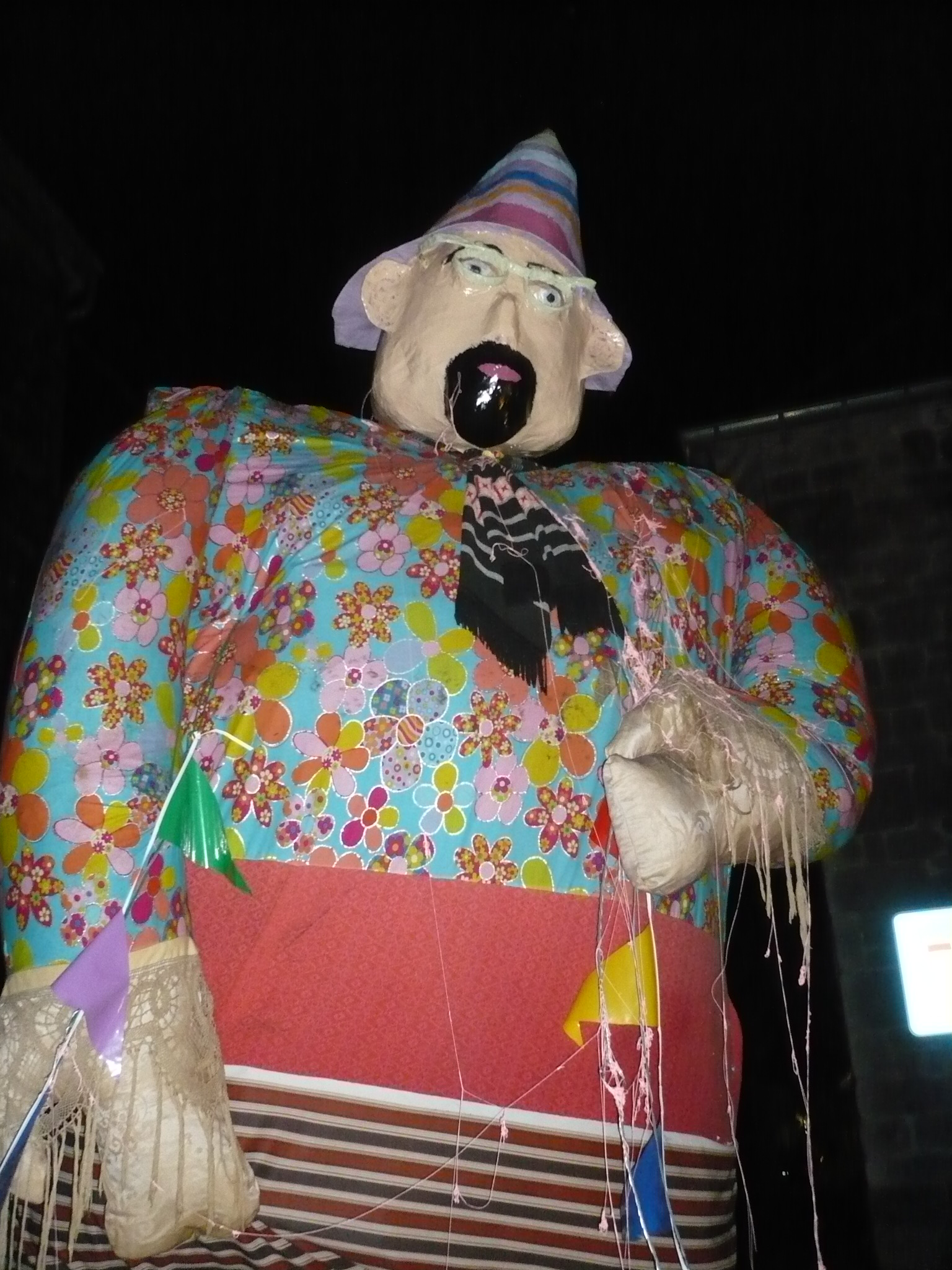
Olloy Chebette version 2008.
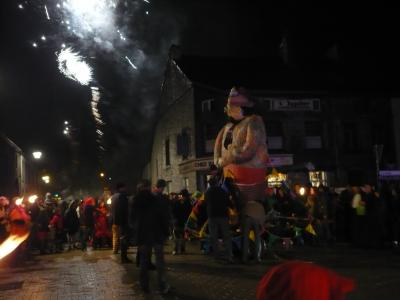
Le brûlage.
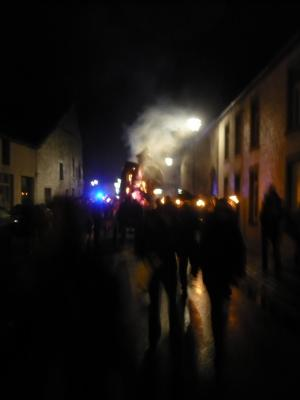
Le brûlage.
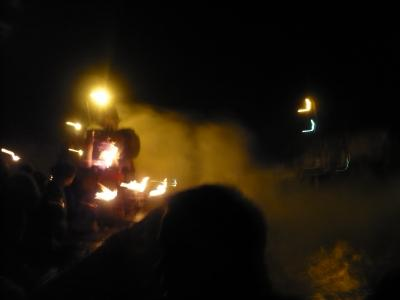
Le brûlage.

#### Cinéma
Il sert de décors au film tourné en 2018 et réalisé par Nicolas Boukhrief Trois Jours et une vie tiré du roman éponyme de Pierre Lemaitre.

## Enseignement
On compte deux écoles dans le village, une école communale et une école libre. Chaque établissement propose les sections maternelles et primaires.

## Galerie

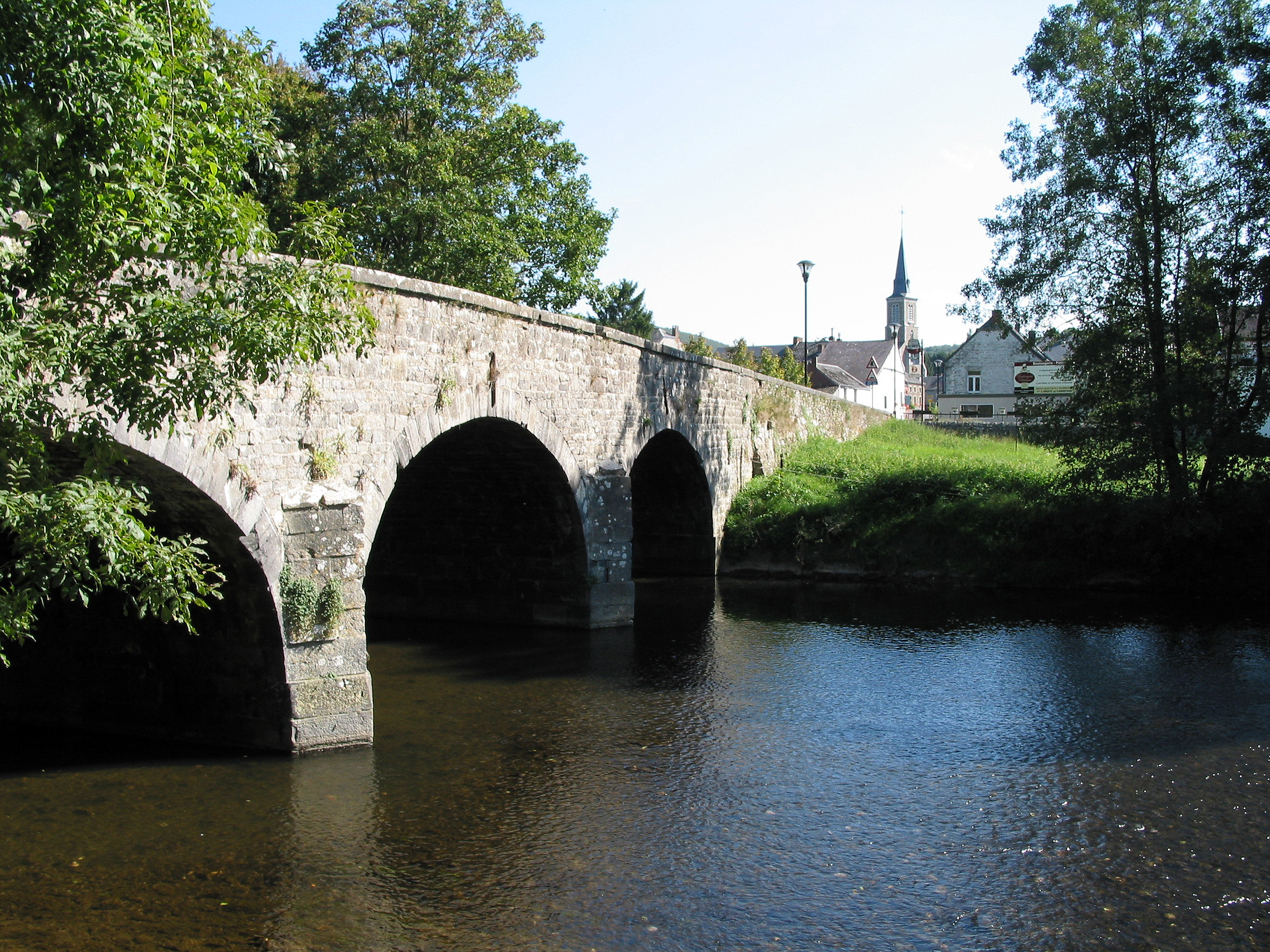
Le pont sur le Viroin.
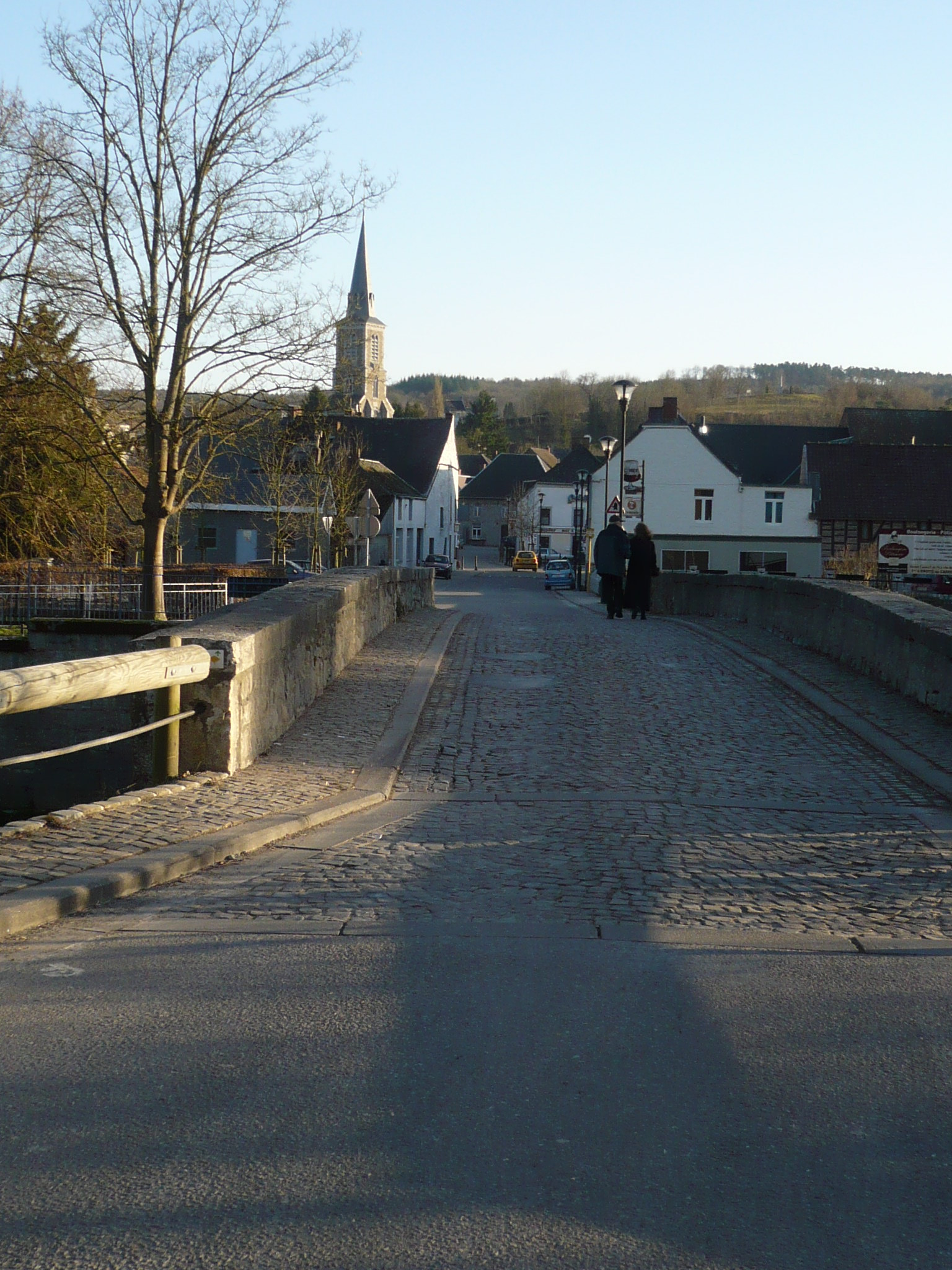
Le vieux pont.
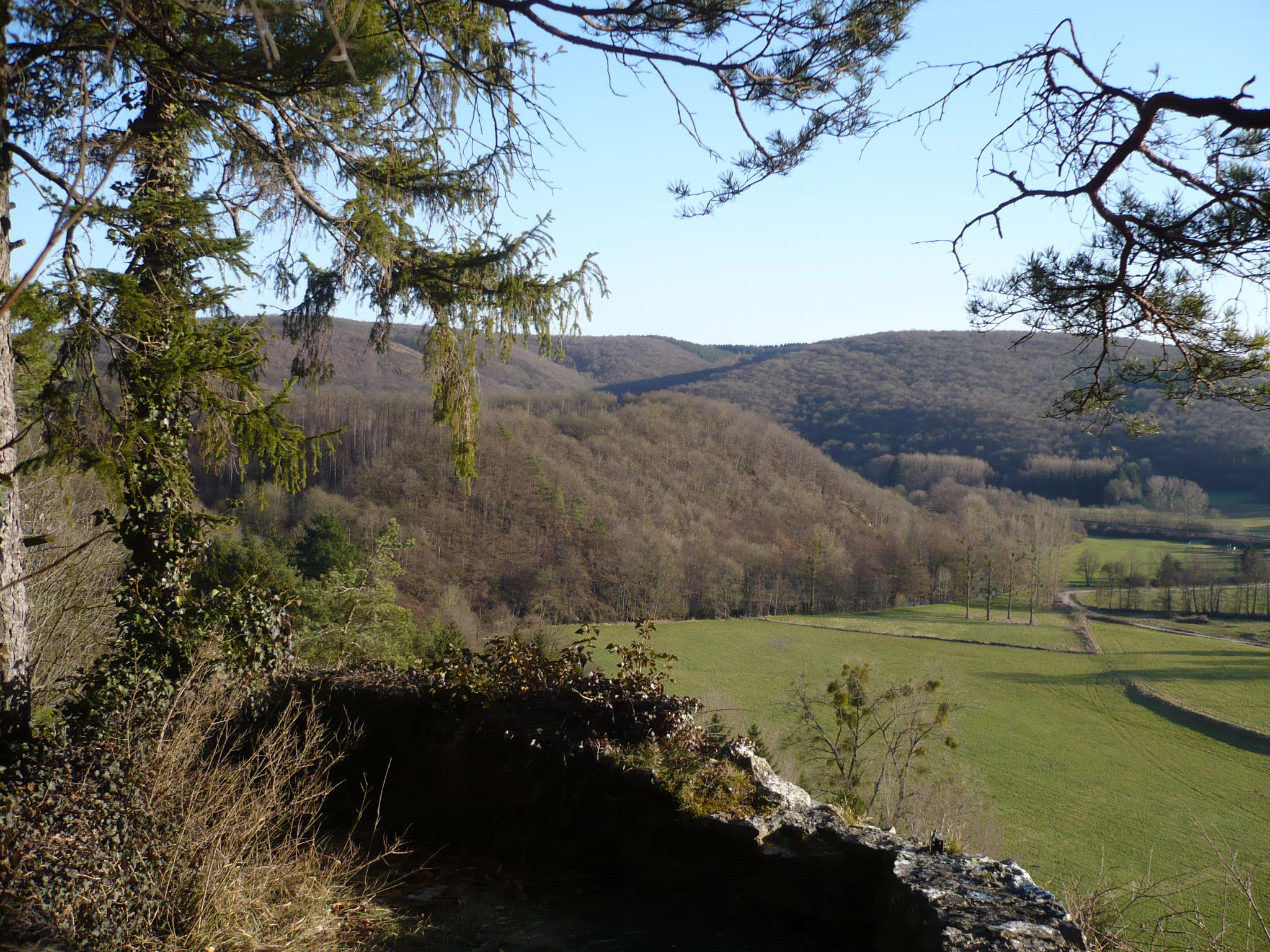
Vue du perchoir.
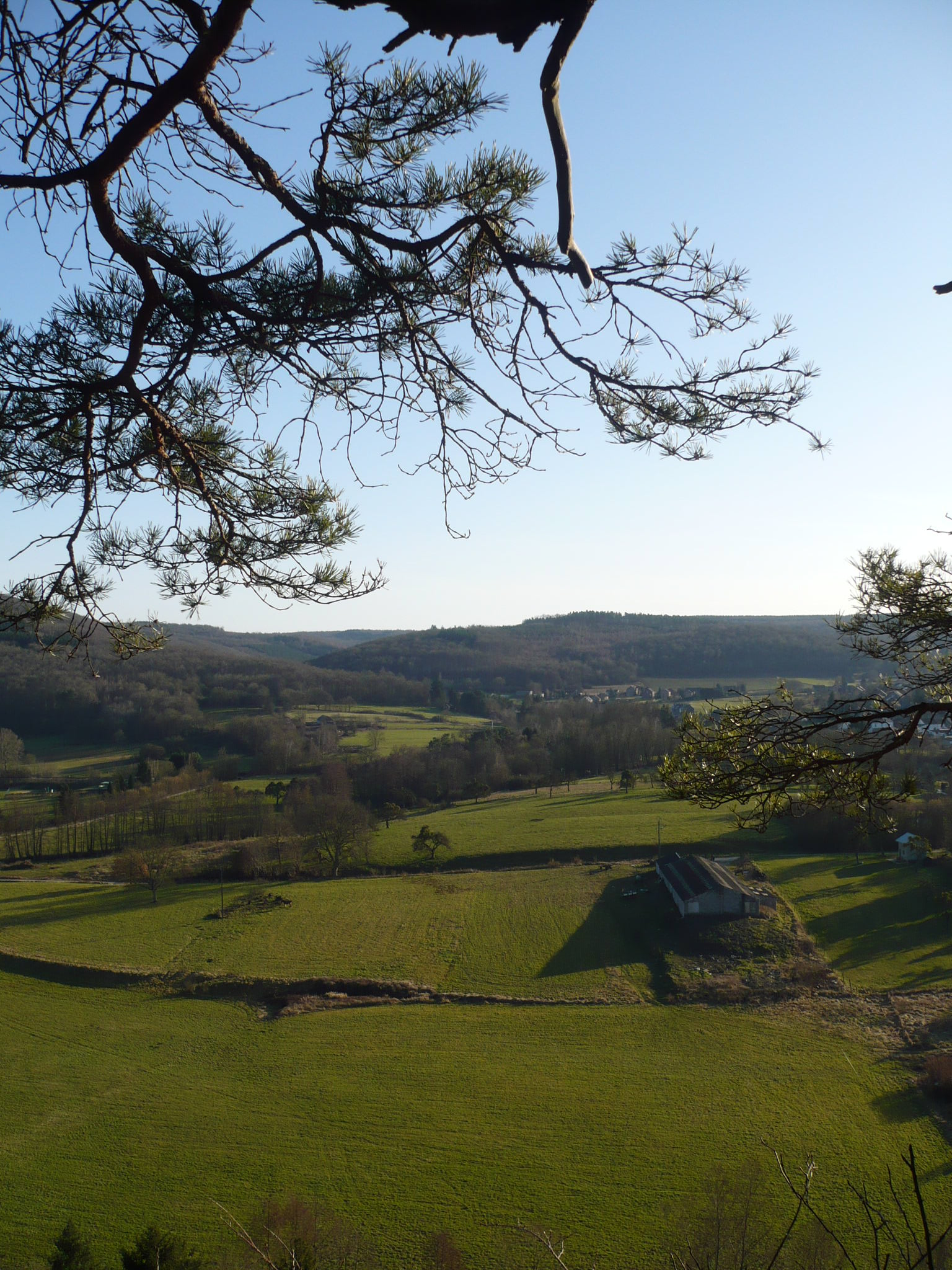
Vue du perchoir.
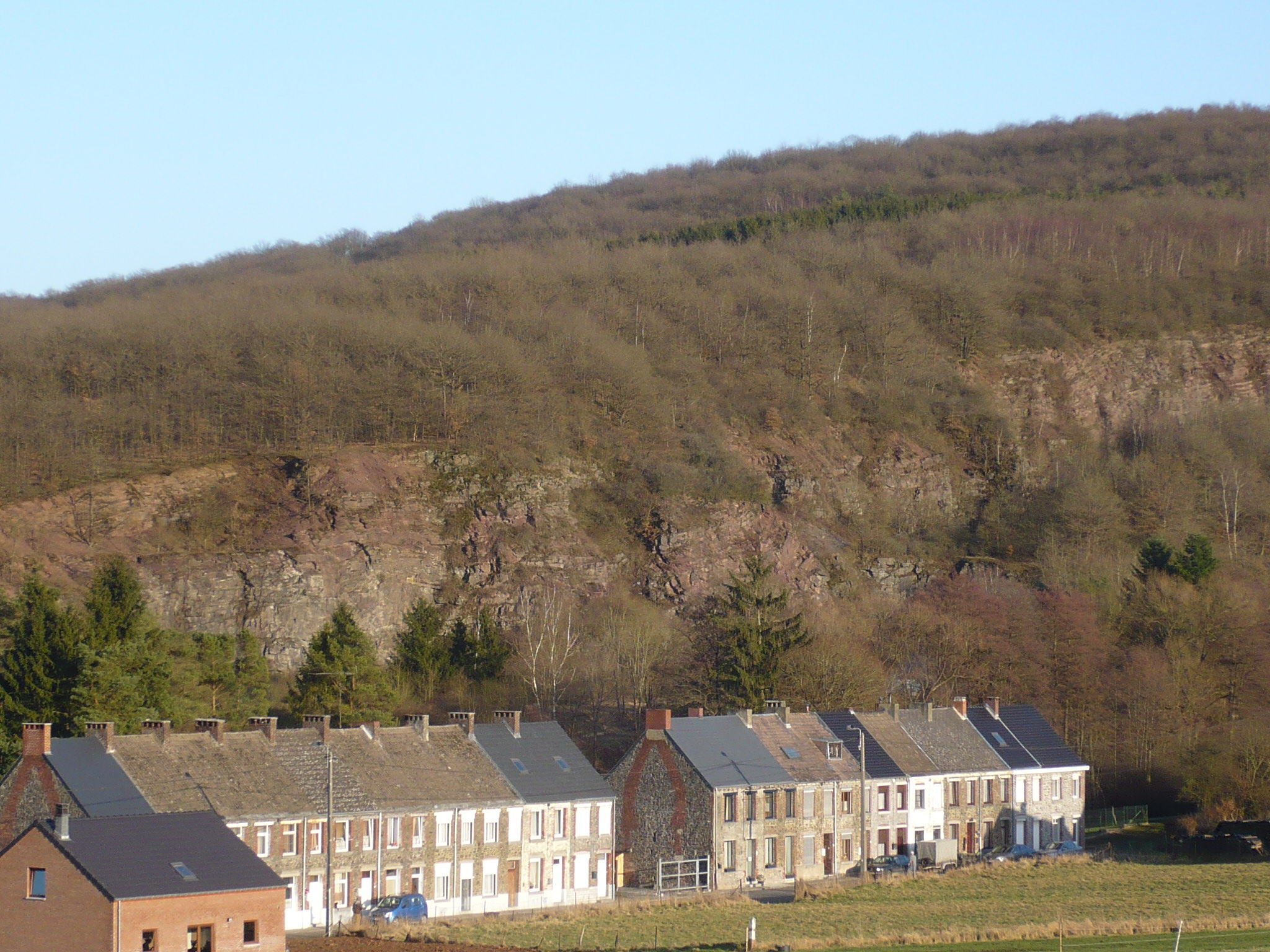
Les corons.
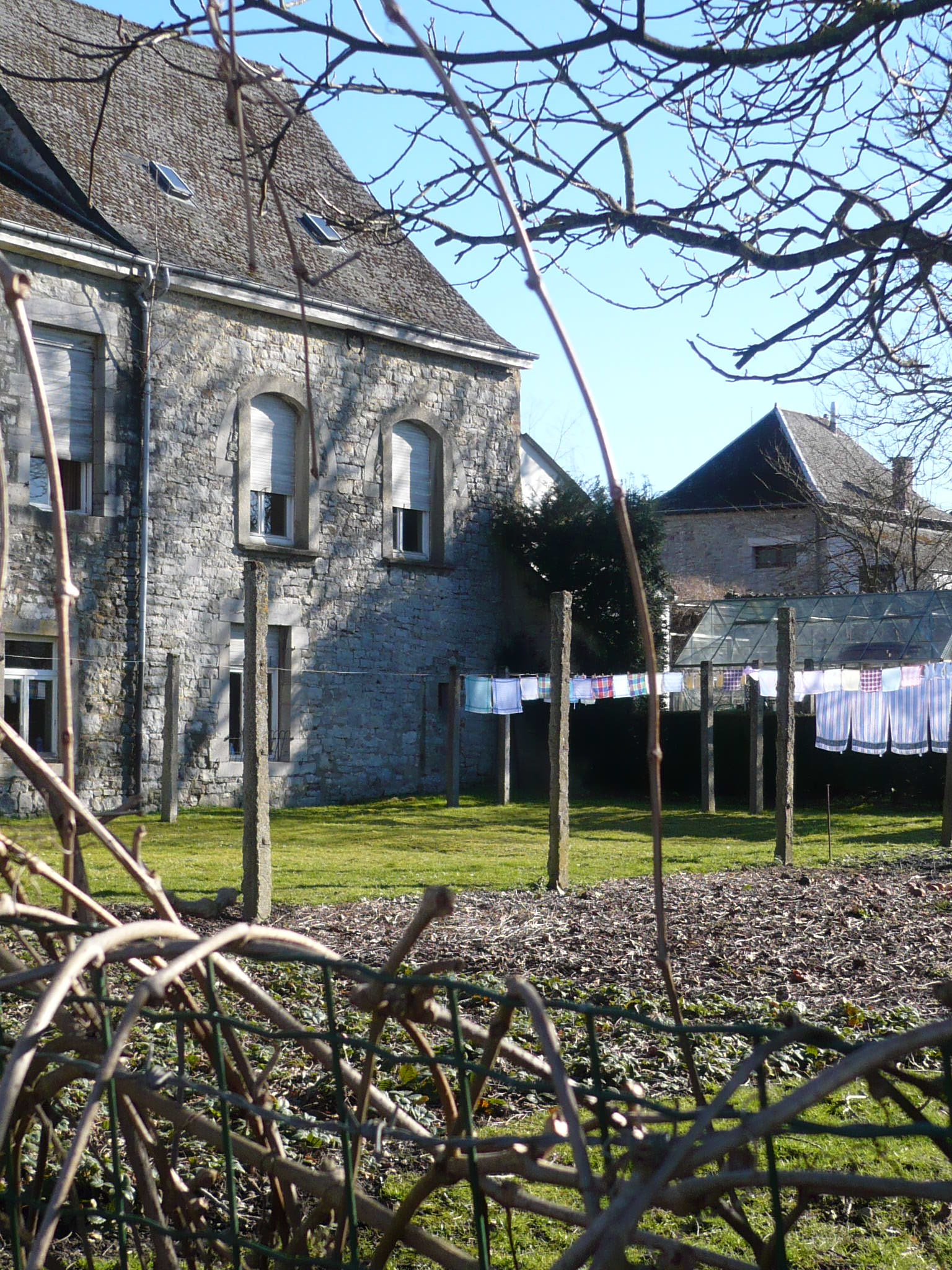
Un coin pittoresque.
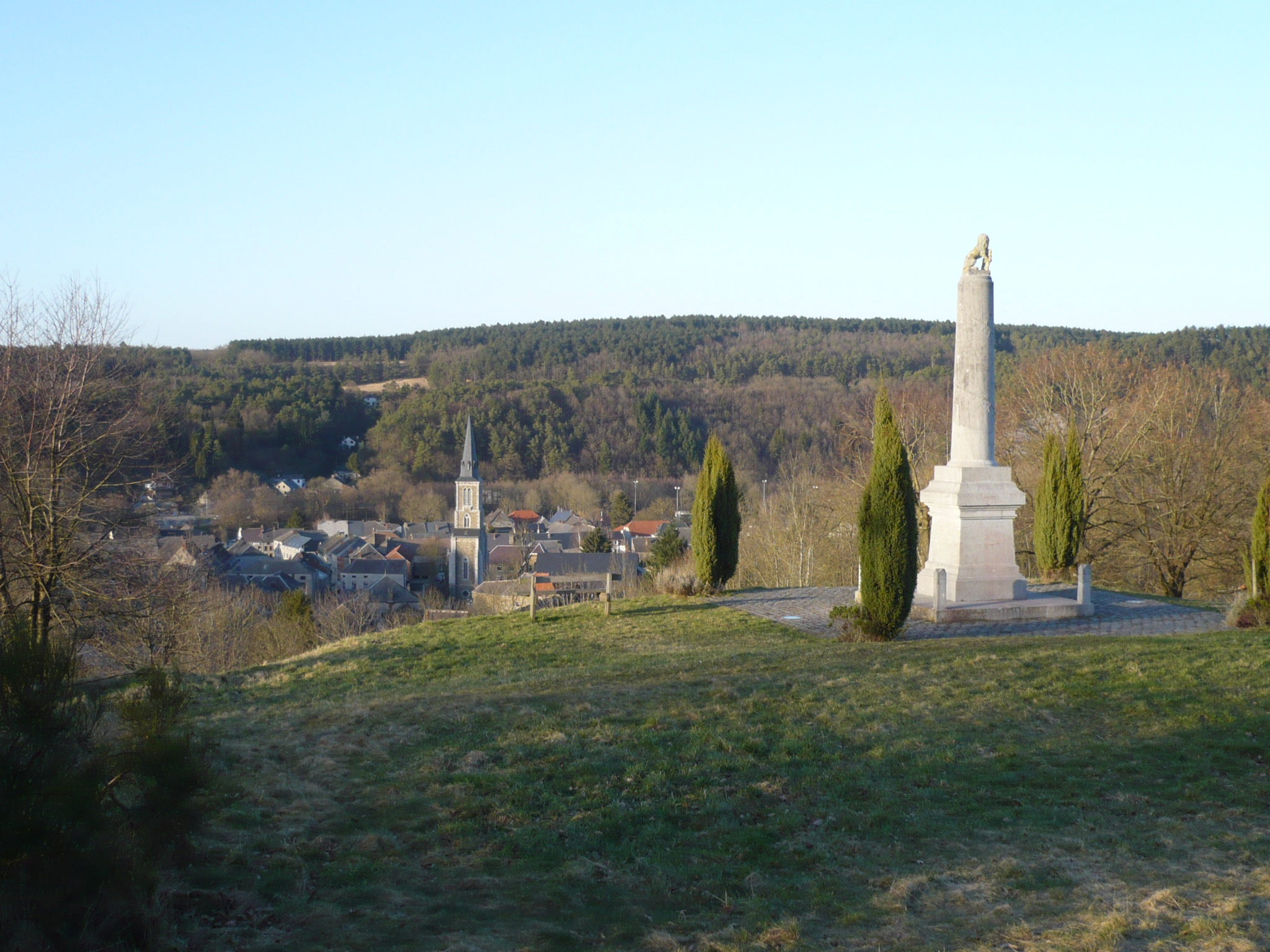
Vue du monument.

## Économie

### Commerces
Pour un village d'environ 1 000 habitants, Olloy compte beaucoup de commerces qui permettent aux ollégiens qui le souhaitent de vivre sans devoir sortir du village.
- Une poissonnerie, qui fabrique l’escavêche « la Madeleine »[11] fabriquée à quelques pas de l’ancienne gare.
- Deux boulangeries[12].
- Une boucherie[13].
- Une pharmacie[14].
- Deux supérettes.
- Deux producteurs bio qui tiennent un petit magasin de produits frais et locaux[15].
- Un restaurant.
- Une friterie.
- De nombreux gîtes[16].

### Mobilité

#### Bus
Le village est parcouru par les lignes 60/2 (Couvin - Le Mesnil) et 60/3 (Couvin - Heer) des TEC.

#### Train
Malgré l'arrêt de l'exploitation commerciale, l'ancienne gare d'Olloy est toujours utilisée par le train touristique à vapeur des 3 vallées.

#### Mobilité douce
De nombreuses randonnées pédestres et cyclables sont réalisables au départ du village. En outre, une variante du chemin de Compostelle et le GR du sud de l'Entre-Sambre-et-Meuse passent par le village. L'ancienne ligne de tram vicinale reliant Olloy au village ardennais de Oignies a été transformée en parcours RAVeL.

## Personnalité
Joseph Chot était écrivain, il a écrit plusieurs livres sur les contes et légendes de la région, décrivant les paysages d’Olloy et ses environs. Sur les hauteurs du village, il avait ce qu’on appelle aujourd’hui le perchoir de Joseph Chot. C’était un petit abri en pierre où il allait se réfugier pour écrire, de là on a une vue imprenable sur toute la vallée,.
« J’ai tout ce pays dans le sang et si je le décris c’est par pure satisfaction personnelle, pour obéir à un chant qui m’obsède et murmure en moi » ; « Vous verrez que je m’en tiens toujours à mon petit coin de terre, à ma vallée du Viroin, à Olloy, au type que j’y connais », Joseph Chot.